# Тобиас, Лили
Лили Шеперд Тобиас (1887, Суонси — 1984, Хайфа) была валлийской писательницей и активисткой избирательного права, труда, мира и «еврейского национального очага» в Палестине. Она написала четыре романа, рассказы и пьесы.
Тобиас родилась в Суонси в семье польско-еврейских иммигрантов. Она выступала за избирательное право женщин, права лиц, отказывающихся от военной службы по соображениям совести, и права рабочих. Она была сионисткой, присоединилась сначала к Фонду сионисток Великобритании, а затем к Международной женской сионистской организации. В 1930-х Тобиас переехала в Подмандатную Палестину. В 1984 году она умерла в Хайфе.

## Ранние годы
Лили Шеперд родилась в Суонси в семье Тобиаса Шеперда (урожденного Тевия Рудински) и Чаны Бейлы Шеперд. Она выросла в Исталифере в долине Суонси. Её родители были польско-еврейскими иммигрантами, и семья говорила дома на идише.
У её отца был бизнес по продаже обоев и предметов декора из стекла. Её братья Исаак, Соломон и Йозеф были арестованы и заключены в тюрьму за отказ от военной службы по соображениям совести во время Первой мировой войны. Другой брат, Мосс, был арестован и заключён в тюрьму за то, что солгал о своём возрасте, чтобы избежать службы в армии.

## Карьера
Тобиас писала статьи для Llais Llafur, валлийской социалистической газеты, в 1904 году, выступая за избирательное право для женщин, отказников от военной службы по соображениям совести, права трудящихся и еврейский национальный очаг в Палестине. Она работала в исполнительном совете Фонда сионисток Великобритании и была активисткой Международной женской сионистской организации, пока жила в Палестине.
Тобиас написала четыре романа и сборник рассказов. Её адаптация «Даниэля Деронды» Джорджа Элиота для сцены, первая в своём роде, была поставлена в Лондоне в 1927 и 1929 годах, в более поздний исполнительский состав вошли Сибил Торндайк, Мари Ней и Эсме Перси. Её роман «Дом моей матери» (1931) повествует о еврее-валлийце, который переезжает в Палестину. «Юнис Флит» (1933) рассказывает об отказниках от военной службы по соображениям совести во время Первой мировой войны. «Воображение мисс Тобиас… молодо, бурно и романтично», — прокомментировал рецензент роман «Труба» (1935), действие которого происходит в лондонском метро, — «Но иногда она может писать отдельные сцены на удивление хорошо, и некоторые из её изображённых персонажей не опозорили бы более реалистичную историю».
Два её романа были переизданы издательством Honno Press, которое также опубликовало биографию Тобиас авторства Жасмин Донахей в 2015 году.

## Публикации Лили Тобиас
- The Nationalists (рассказы)
- My Mother’s House (1931)[10]
- Eunice Fleet (1933)[11]
- Tube (1935)
- The Samaritan (1939)

## Личная жизнь
Лили Шеперд вышла замуж за Филипа Валентайна Тобиаса в 1911 году, и пара в 1930-х годах эмигрировала в Подмандатную Палестину. Она овдовела в 1938 году, когда Филипп Тобиас был смертельно ранен. Некоторое время жила в Южной Африке. Лили умерла в 1984 году в возрасте 96 лет в Хайфе.
Среди племянников Тобиас были поэт Дэнни Абс, психоаналитик Уилфред Абс и член парламента от лейбористской партии Лео Абс.